# Bruno Spaggiari

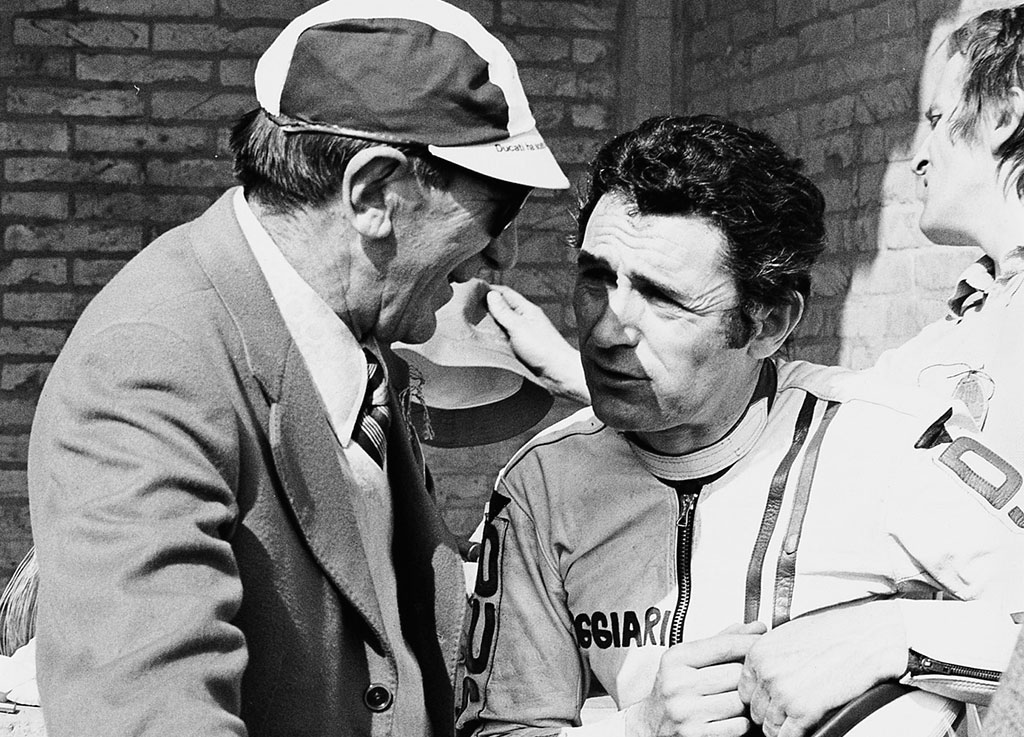
Bruno Spaggiari (rechts) en Fabio Taglioni tijdens de 200 Mijl van Imola in 1974.

Bruno Spaggiari (Reggio Emilia, 11 januari 1933) is een Italiaans voormalig motorcoureur.

## Carrière
Spaggiari begon zijn motorsportcarrière op een Gitan. In 1955 behaalde hij zijn eerste zege in Cosenza. Hierdoor werd hij opgemerkt door Ducati en werd hij in 1956 fabriekscoureur bij dit team. In 1957 won hij, samen met Alberto Gandossi, de 24 uur van Montjuïc. In 1958 stapte hij over naar de seniorenklasse en werd hij Italiaans kampioen in het 125 cc-kampioenschap. Dat jaar debuteerde hij tevens in de 125 cc-klasse van het wereldkampioenschap wegrace tijdens de Grand Prix der Naties, die hij direct wist te winnen. Het was de enige GP-zege uit zijn loopbaan. In 1959 reed hij een volledig jaar in het WK 125 cc en behaalde hij een podiumplaats in de TT van Assen. Met 8 punten werd hij zesde in de eindstand.
In 1960 beleefde Spaggiari zijn beste WK-seizoen ooit, nadat hij overstapte naar MV Agusta. In de 125 cc behaalde hij een podiumplaats in zijn thuisrace en hij werd met 12 punten vierde in het klassement, achter zijn teamgenoten Carlo Ubbiali en Gary Hocking en MZ-rijder Ernst Degner. In 1961 stapte hij over naar de 250 cc-klasse, waarin hij op een Benelli twee races reed. In Spanje viel hij uit, terwijl hij in Italië derde werd. In 1962 keerde hij voor Ducati terug in de 125 cc en nam hij deel aan twee Grands Prix, waarin hij tijdens geen van beide pogingen de finish behaalde. In 1963 reed hij voor MV Agusta in zijn thuisrace, waarin hij de eindstreep niet haalde.
Nadat MV Agusta zich terugtrok uit het wereldkampioenschap wegrace, keerde Spaggiari definitief terug naar Ducati. In 1964 reed hij in de Grand Prix van Spanje in de 125 cc-race, waarin hij niet aan de finish kwam. Wel won hij dat jaar zijn tweede titel in het Italiaanse 125 cc-kampioenschap. In 1965 werd hij in Spanje vierde in zijn laatste WK 125 cc-race.
In 1967 keerde Spaggiari terug in het WK 250 cc, waarin hij in Spanje op een Mototrans Ducati reed, maar de race niet uitreed. In 1968 reed hij zijn eerste races in zowel het WK 350 cc als het WK 500 cc. In de 350 cc werd hij vijfde in Italië, terwijl hij in de 500 cc in Spanje uitviel. In 1969 reed hij enkel in de 350 cc-race in Italië, waarin hij zesde werd.

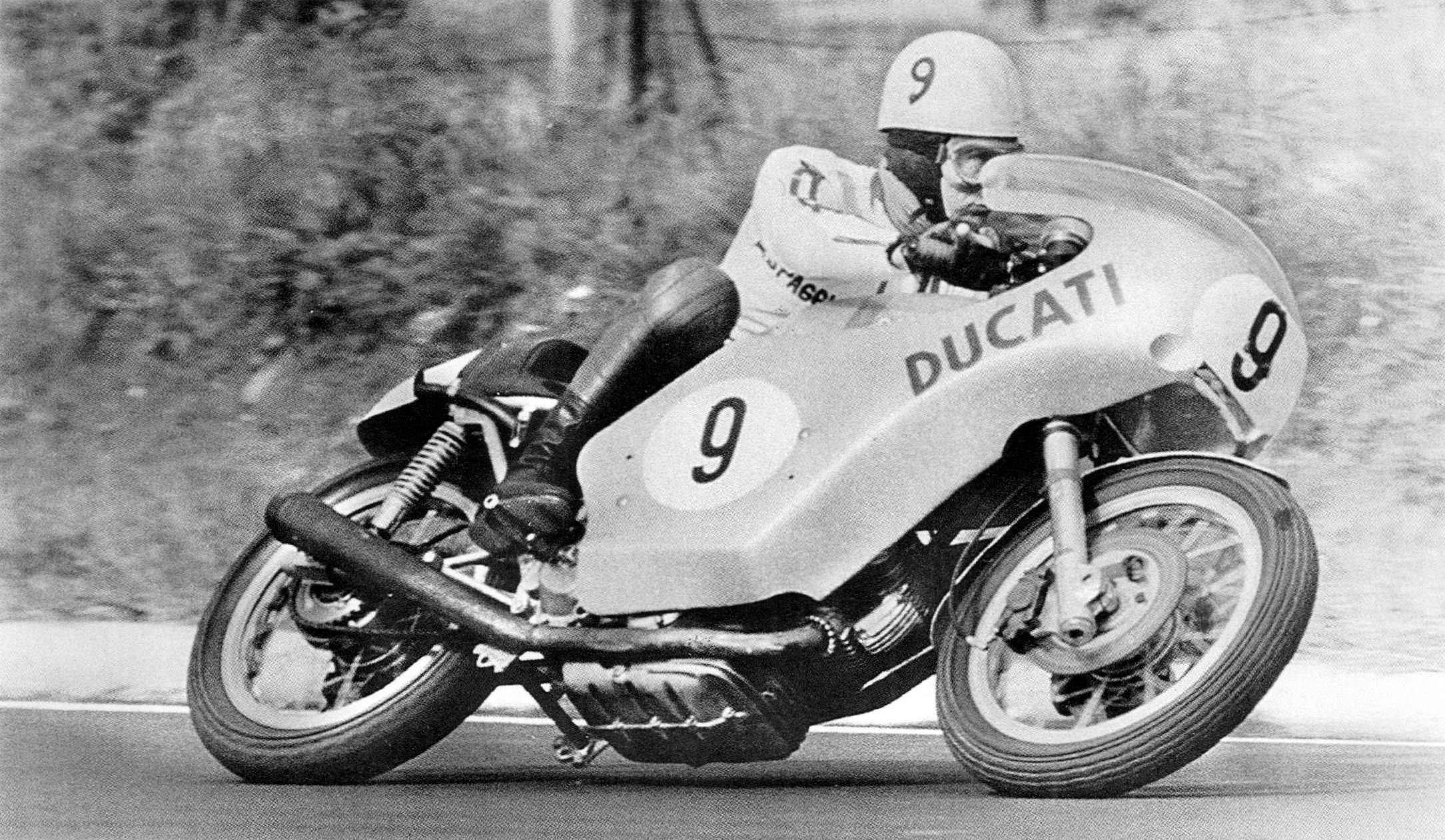
Spaggiari tijdens de 200 Mijl van Imola in 1972.

In 1971 viel Spaggiari uit in de 500 cc-race in Italië. In 1972 behaalde hij tijdens zijn laatste GP, eveneens in Italië, zijn enige podiumfinish voor Ducati in deze klasse. In 1972 en 1973 werd hij tevens tweede in de 200 Mijl van Imola. In 1972 eindigde hij achter zijn teamgenoot Paul Smart, nadat hij kort voor de finish stil kwam te vallen zonder brandstof. In 1973 eindigde hij achter Jarno Saarinen.
Na het seizoen 1974 stopte Spaggiari als motorcoureur. Vervolgens richtte hij een raceteam op dat met Ducati-motoren reed, voordat hij als autoverkoper aan de slag ging. In 2020 was hij kort te zien als personage in de film L'incredibile storia dell'Isola delle Rose, waarin hij werd gespeeld door Marco Pancrazi.